# Kardeş

## Popis pjesama
| 1.    | »Anterija«                          | 4:30 |
| 2.    | »Odasına Girdim Fincan Elinde«      | 3:59 |
| 3.    | »Kolo igra kod komšije«             | 3:47 |
| 4.    | »Üsküdar'a Gider İken / Anadolka«   | 5:13 |
| 5.    | »Fikrimin İnce Gülü«                | 4:33 |
| 6.    | »Kafu mi draga ispeci«              | 5:04 |
| 7.    | »Fındıklı Bizim Yolumuz«            | 3:26 |
| 8.    | »Köprüler Yaptırdım Gelip Geçmeye«  | 3:15 |
| 9.    | »Snijeg pade na behar na voće«      | 4:27 |
| 10.   | »Meyhanenin Gülü / Site devojčinja« | 3:56 |
| 42:15 |                                     |      |

## Vanjske poveznice
- Službena web stranica Divanhane